# Leucotmemis cosquinensis
Leucotmemis cosquinensis là một loài bướm đêm thuộc phân họ Arctiinae, họ Erebidae.